# موری‌یاما-کو، ناگویا
موری‌یاما-کو، ناگویا (به لاتین: Moriyama-ku, Nagoya) یک منطقهٔ مسکونی در ژاپن است که در ناگویا واقع شده‌است.

## خصوصیات
موری‌یاما-کو ۳۳٫۹۹ کیلومترمربع مساحت و ۱۶۹٬۶۹۷ نفر جمعیت دارد.